# Фролов Микола Михайлович
Микола Михайлович Фролов (1924—1987) — капітан Робітничо-Селянської Червоної Армії, партизан Другої світової війни, Герой Радянського Союзу (1944).

## Біографія
Микола Фролов народився 14 жовтня 1924 року в селі Отхожеє (нині — Ржаксинський район Тамбовської області) в родині селян. Після закінчення неповної середньої школи працював у колгоспі.
У серпні 1942 року Фролов за спрямуванням Ржаксинського райкому ВЛКСМ був призваний на службу в РСЧА, початкову військову підготовку пройшов в Тамбові, потім направлений до спецшколи у Москві, яку закінчив у січні 1943 року (отримавши спеціальність розвідник-мінер), після чого був тимчасово зарахований у резерв, а потім включений в склад організаторської групи з семи осіб, підготовленої для дій за лінією фронту.
13 березня 1943 група під командуванням М.А. Кожухаря (до складу якої був включений М. Фролов) десантувалася в Поліській області БРСР і пройшла бойову практику, виконуючи бойові операції спільно з партизанами з'єднання О.М. Сабурова.
У квітні 1943 року молодший лейтенант М. Фролов призначений на посаду командира розвідувально-диверсійної групи в партизанському загоні імені С. Лазо  1-го Молдавського партизанського з'єднання. Під керівництвом Фролова було здійснено 14 підривів німецьких ешелонів на перегоні Варшава-Шепетівка.
- у ніч на 4 вересня 1943 на залізничній ділянці Шепетівка — Славута в 3 км на захід від Шепетівки під укіс був пущений ешелон з живою силою, що прямував на схід, розбиті паровоз і 14 вагонів[2]
- в ніч на 19 вересня 1943 на ділянці зал. ст. Шепетівка — Славута під укіс був пущений ешелон з живою силою, що йшов на схід, розбиті паровоз і 11 вагонів
- 10 листопада 1943 на залізничній ділянці Шепетівка — Славута під укіс був пущений ешелон з живою силою, що йшов на схід, розбиті локомотив і 5 вагонів
- 11 листопада 1943 на залізничній ділянці Славута — Шепетівка в 4 км на схід від Славути пущений під укіс ешелон з живою силою і спорядженням, розбиті паровоз та 10 вагонів
- 13 листопада 1943 — пустили під укіс ешелон з живою силою, розбиті паровоз і 11 вагонів, вбито 160 німецьких солдатів і офіцерів

Після конференції 22 листопада 1943 року в Городницькому лісі, на якій були підведені підсумки діяльності партизанських загонів та шляхи її вдосконалення Фролов призначений на посаду заступника командира з мінно-підривної справи. На початку 1944 року призначений на посаду помічника комісара партизанської бригади по комсомольській роботі.
Пізніше, Фролов відзначився в бою при переході залізниці та шосейних доріг Тернопіль — Підволочиськ і в бою біля хутора Біла Корчма.
4 березня 1944 року основні сили 1-го Молдавського партизанського з'єднання (у складі яких перебував М. Фролов) зустрілися з наступаючими частинами Червоної армії в районі селища Ланівці.
Указом Президії Верховної Ради СРСР від 24 березня 1944 року за зразкове виконання бойових завдань у тилу ворога і проявлені при цьому відвагу і геройство» молодший лейтенант Микола Фролов удостоєний високого звання Героя Радянського Союзу.
У 1944 році в званні капітана Фролов звільнений у запас.
Проживав і працював у Кишиневі. У 1952 році закінчив історичний факультет Кишинівського державного університету, був директором Кишинівської російської змінної школи № 2.
Помер 12 травня 1987 року, похований у Кишиневі.

## Державні нагороди
- медаль «Золота Зірка»[2] (№ 3682)[1]
- орден Леніна
- орден Вітчизняної війни 1-го ступеня
- орден Червоної Зірки
- медаль «Партизану Вітчизняної війни» 1-го ступеня
- медалі